# Smithsonidrilus vesiculatus
Smithsonidrilus vesiculatus är en ringmaskart som först beskrevs av Erséus 1984.  Smithsonidrilus vesiculatus ingår i släktet Smithsonidrilus och familjen glattmaskar. Inga underarter finns listade i Catalogue of Life.